# Liste der Nummer-eins-Hits in Deutschland (1964)
Diese Liste enthält alle Nummer-eins-Hits in Deutschland im Jahr 1964. Es gab in diesem Jahr sieben Nummer-eins-Singles.
| Singles | Alben |
| --- | --- |
| - Cliff Richard: Rote Lippen soll man küssen (Lucky Lips) - 2 Monate (1. Dezember 1963 – 31. Januar 1964) - Bernd Spier / Johnny Tillotson: Das kannst du mir nicht verbieten / You Can Never Stop Me Loving You - 1 Monat (1. Februar – 29. Februar) - The Beatles: I Want to Hold Your Hand (Komm gib mir deine Hand) - 2 Monate (1. März – 30. April) - Ronny: Oh, My Darling Caroline - 2 Monate (1. Mai – 30. Juni) - Siw Malmkvist: Liebeskummer lohnt sich nicht - 3 Monate (1. Juli – 30. September) - Peter Lauch & die Regenpfeifer: Das kommt vom Rudern, das kommt vom Segeln - 1 Monat (1. Oktober – 31. Oktober) - Johnny Rivers / Bernd Spier / Claudio, Rik und Roger: Memphis, Tennessee - 2 Monate (1. November – 31. Dezember) | - Jürgen von Manger – Stegreifgeschichten // Stegreifgeschichten 2 - 1 Monat (15. Dezember 1963 – 14. Januar 1964) - Freddy Quinn – Weihnachten auf hoher See - 1 Monat (15. Januar – 14. Februar) - The Beatles – With the Beatles - 6 Monate (15. Februar – 14. August) - West Side Story (Soundtrack) - 1 Monat (15. August – 14. September) - The Beatles – A Hard Day’s Night - 3 Monate (15. September – 14. Dezember) - Soundtrack: My Fair Lady – Deutsche Originalaufnahme - 2 Monate (15. Dezember 1964 – 14. Februar 1965, insgesamt 22 Monate; → 1962, 1963 und 1965) |

## Jahreshitparade
1. Siw Malmkvist: Liebeskummer lohnt sich nicht
2. Bernd Spier / Johnny Tillotson: Das kannst du mir nicht verbieten / You Can Never Stop Me Loving You
3. Ronny: Oh, My Darling Caroline
4. The Beatles: I Want to Hold Your Hand (Komm gib mir deine Hand)
5. Freddy: Gib mir dein Wort
6. Drafi Deutscher: Shake Hands
7. Marika Kilius: Wenn die Cowboys träumen
8. Cliff Richard: Sag “No” zu ihm
9. Sœur Sourire: Dominique
10. Trini Lopez: A-me-ri-ca